# Bergadis
Œuvres principales
Apokopos
Bergadis (en grec moderne : Μπεργαδής) est un poète grec. Son poème Apokopos, publié en 1509 à Venise, est le premier ouvrage imprimé de la littérature grecque moderne.

## Œuvre
L'Apokopos (Le Repos du soir), bien qu'étant le premier ouvrage imprimé en grec moderne, environ un siècle après sa composition, relève cependant de la littérature médiévale davantage que de la littérature moderne.
Le texte raconte comment le poète, faisant un rêve, est avalé par un dragon, dont la gueule se trouve être la porte de l'Hadès. Il y rencontre les morts, qui continuent à vivre au souvenir de leur vie d'en haut. La conception de la mort qui se manifeste dans ce poème est semblable à celle que l'on trouve chez Homère, perpétuée par la tradition populaire (puisque Bergadis n'avait sans doute pas lu le poète antique).
Tu viens du monde terrestre, du pays des vivants :

Dis-nous si le ciel subsiste, si l'univers est encore debout.

Si les éclairs déchirent la nuée, s'il tonne, si le ciel se couvre et s'il pleut.
Ce poème a connu un succès certain et plusieurs éditions se succèdent jusqu'au xviie siècle. Il a d'ailleurs fait l'objet d'une imitation de la part de Jean Pikatoros (el). Ce dernier, dans un poème intitulé Complainte rimée sur l'amer et insatiable Hadès, raconte son séjour aux Enfers, après avoir lui aussi été avalé par un dragon. Les Enfers qu'il décrit, effrayants, sont toutefois très différents de ceux de l'Apokopos, et la qualité poétique du poème est très inférieure.

## Postérité
L'Apokopos a été mis en musique par le compositeur contemporain Giorgos Kyriakakis (en).